# إلينا بوندار
إلينا بوندار (بالرومانية: Elena Bondar)‏ هي مجدفة رومانية، ولدت في 6 نوفمبر 1958.

## وصلات خارجية
- إلينا بوندار على موقع الاتحاد الدولي للتجديف (الإنجليزية)
- إلينا بوندار على موقع اللجنة الأولمبية الدولية (الإنجليزية)
- إلينا بوندار على موقع أوليمبيديا (الإنجليزية)
- إلينا بوندار على موقع اللجنة الأولمبية الرومانية (الرومانية)